# Вакар, Анатолий Модестович
Анатолий Модестович Вакар (1856—1911) — русский государственный и общественный деятель, статский советник, председатель Прокуратории Царства Польского

## Биография
Происходил из белорусского дворянского рода, внесённого в родословную книгу Тамбовской губернии: сын генерал-майора Модеста Алексеевича Вакара.
В 1879 году после окончания юридического факультета Санкт-Петербургского университета кандидатом права служил по ведомству Министерства юстиции.
С 1880 года — в судебных ведомствах Тамбовской губернии; с 1885 года назначен секретарём Съезда мировых судей Тамбовской губернии.
С 1890 года назначен судебным следователем Сердобского участка Самарского окружного суда. С 1893 года судебным следователем по важным делам. С 1895 года был назначен помощником прокурора Самарского окружного суда и был произведён в надворные советники.
С 1896 года назначен постоянным членом Самарского окружного суда. В 1898 году был произведён в коллежские советники. С 1900 года был назначен прокурором Томской губернии.
С 1903 года назначен членом Варшавской судебной палаты. В 1903 году произведён в статские советники. С 1905 года — помощник прокурора Варшавской губернии.
С 1907 года был назначен председателем Прокуратории Царства Польского. Умер в Варшаве в 1911 году.

## Семейная связь
Дети:
- Вакар, Борис Анатольевич (1890—1976) — советский генетик, ботаник и селекционер;
- Вакар Алексы (1898—1966) — польский экономист;
- Владимир (1885—1933) — участник польского национального движения. Видный политический деятель в независимой Польше, ученый — демограф, экономист;
- Надежда
- Михаил
- Мария

Братья сестры:
- Василий (1853—1914) — действительный статский советник, депутат Государственной думы;
- Платон (1853—1928) — действительный статский советник, государственный и общественный деятель;
- Виктор (1853—1930) — действительный статский советник, почётный мировой судья, общественный деятель;
- Николай
- Мария — была замужем за Петром Александровичем Беклемишевым, его брат Беклемишев Владимир Александрович, был известным скульптором.